# Hoplotarache lunana
Hoplotarache lunana är en fjärilsart som beskrevs av Fabricius 1794. Hoplotarache lunana ingår i släktet Hoplotarache och familjen nattflyn. Inga underarter finns listade i Catalogue of Life.